# زيت المحرك

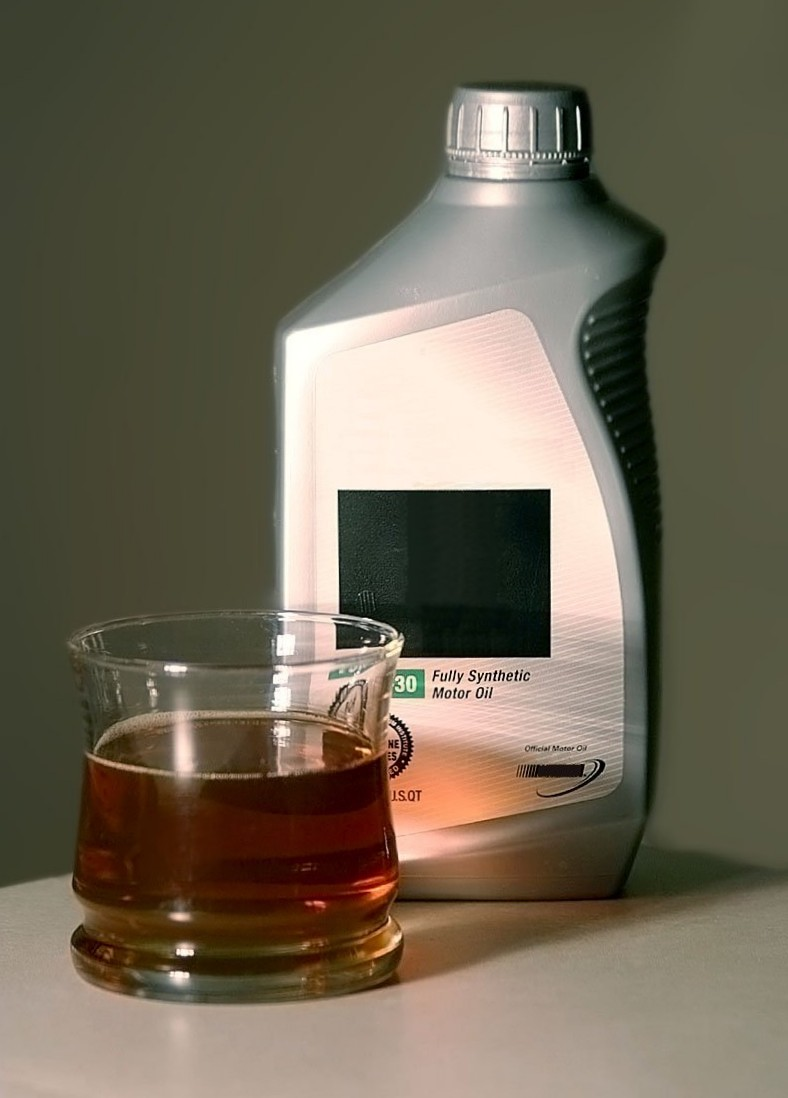
زيت المحرك

زيت المحرك هو زيت يستخدم لتزييت محركات الاحتراق الداخلى. الغرض الأساسي هو تزييت الأجزاء المتحركة، كما يقوم أيضا بتنظيف، ومنع تآكل، وتحسين الأداء، وتبريد المحرك بإبعاد الحرارة عن الأجزاء المتحركة؛ ويضاف إلى زيت المحرك مكونات أخرى قليلة تجعله يتحمل الضغوط العالية. يتم اشتقاق الزيت من البترول والمواد الكيميائية غير البترولية المستخدمة في الصناعات البترولية. يتكون الزيت عامة من المواد الهيدروكربونية، والمركبات العضوية التي تتكون بالكامل من الكربون والهيدروجين.

## الخصائص
معظم الزيوت تستخرج من نفط هيدروكربونى أثقل، وأكثر سمكا يستخرج من النفط الخام، مضافا إليه مواد لتحسين خصائص محددة. من أهم خصائص الزيت التي يعتمد عليها في تزييت الأجزاء المتحركة هي اللزوجة. يجب أن تكون اللزوجة عالية بالقدر الذي يحافظ على تشحييم وتزييت الأجزاء دوما، كما يجب أن تكون منخفضة بالقدر الذي يسمح للزيت بالحركة بين أجزاء المحرك. مؤشر اللزوجة هو مقياس لمدى تغيير لزوجة الزيت مع تغيير الحرارة.
خاصية أخرى للزيت هي الرقم القاعدى؛ وهو مقياس لدرجة امتصاص الزيت للمواد القلوية، مما يعمل على تحييد الأحماض. وبالمقابل هناك خاصية الرقم الحمضى؛ وهو مقياس لدرجة امتصاص الزيت للمواد الحمضية.

## درجات الزيت
قامت جمعية منهدسى السيارات (SAE) بوضع نظام ترميز رقمي لتصنيف زيوت المحركات وفقا لدرجة اللزوجة الحركية. تصنيفات الجمعية تشمل: 0, 5, 10, 15, 20, 25, 30, 40, 50 و 60. بعض هذه الأرقام ربما يبدأ بحرف دبليو (W), الذي يرمز إلى الشتاء بالإنجليزية أو درجة اللزوجة المبدئية في درجات الحرارة المنخفضة.
اللزوجة تحسب بالوقت اللازم لكمية الزيت المعاييرة لكى تمر من خلال فتحة المعاييرة في درجة حرارة المعاييرة. كلما زاد الوقت، زادت اللزوجة وبالتالى زادت الدرجة.

### درجة واحدة
تتم العيارية هنا تحت درجة حرارة 100 مئوية ووحدة قياس مم2/ث.
وعلى ماسبق تصنيف زيوت السيارات حسب وقت واسبقية الإنتاج والذي يرمز له عادة بSL وSM وSN وهذه التصنيفات حتى الآن.وهذا طبعا للمحركات التي تعمل بالبنزين وهي الأكثر انتشارا.
فئه من المجتمعات الفقيرة  تستخدم هذه الزيوت للطبخ وهو أمر قد يحدث بين الفقراء، إلا أن هذا خطير على الصحة وقد يسبب التسمم والموت، نظرا لأنه ليس مصدره نباتي ولكنه من مشتقات البترول والنفط.

## إعادة تكريره
عندما يستخدم الزيت في محرك فإنه يتفكك ويحترق، كما يصبح مشوبا بجسيمات دقيقة ناشئة عن احتكاك الأجزاء المتحركة وكذلك كيماويات مما يخفض من جودة أدائه في عملية التشحيم. وتقوم عملية إعادة التكرير بتنطيف المستهلك منه واستخراج المواد التي كانت مضافة إليه. يسمى الزيت الذي ينتج من عملية إعادة التكرير «زيت قاعدة» base stock ، حيث يضاف إليه زيت تشحيم أصلي ومواد أخرى تحوله إلى زيت تشحيم ثانيا صالح للاستعمال.
تعرّف المصلحة الأمريكية لحماية البيئة EPA المنتجات المعاد تكريرها بأنها تحتوي 25% على الأقل من «زيت القاعدة»،
, ولكن توجد في الولايات المتحدة نفسها تعريفات أخرى تكون فيها نسبة زيت القاعدة أعلى من ذلك، مثل ولاية كاليفورنيا التي تعرف المنتجات المعادة تكريرها بأنها تحتوي على 70% على الأقل من زيت القاعدة.